# حكومة عبد الله اليافي الثالثة
الحكومة اللبنانية الحادية عشر بعد الاستقلال، والحادية عشر بعهد الرئيس بشارة الخوري، وهي ثالث حكومة يترأسها عبد الله اليافي (الأولى بعد الاستقلال). شكلت الحكومة بموجب المرسوم رقم 5261 بتاريخ 7 حزيران / يونيو 1951، ونالت الثقة بالأكثرية وامتنع نائب عن التصويت وحجبها 21 نائب. واستقالت بتاريخ 11 شباط / فبراير 1952.

## أعضاء الحكومة
- عبد الله اليافي رئيساً لمجلس الوزراء ووزيراً للداخلية.
- فيليب بولس نائباً لرئيس مجلس الوزراء ووزيراً للأشغال العامة.
- فيليب تقلا وزيراً للاقتصاد الوطني ووزيراً للمالية.
- محمد صفي الدين وزيراً للأنباء ووزيراً للبرق والبريد.
- إميل جرجس لحود وزيراً للتربية الوطنية.
- شارل حلو وزيراً للخارجية والمغتربين.
- رشيد بيضون وزيراً للدفاع الوطني.
- يوسف الهراوي وزيراً للزراعة.
- بهيج تقي الدين وزيراً للشئون الاجتماعية ووزيراً للصحة والإسعاف العام.
- رشيد كرامي وزيراً للعدلية.

### تعديلات حكومية
في 8 حزيران / يونيو 1951 خرج من الحكومة الوزير بهيج تقي الدين، وعين بدلاً منه:
- إميل جرجس لحود وزيراً للشئون الاجتماعية.
- بشير الأعور وزيراً للصحة والإسعاف العام.

## وصلات خارجية
- موقع رئاسة مجلس الوزراء الرسمي